# Club Polideportivo Ejido
El Club Polideportivo Ejido, S. A. D., conocido popularmente como Poli Ejido, fue un club de fútbol de España, de la ciudad de El Ejido en la provincia de Almería, Andalucía.
Se fundó en 1969. En las primeras décadas de su historia hubo varios rivales con los que disputaba los mismos objetivos ligueros, como el CD Roquetas (Almería), el CD Mármol Macael (Almería), el CD Los Boliches (actual UD Fuengirola Los Boliches) (Málaga) y, sobre todo, el Guadix CF (Granada). Este último es el equipo el que, hasta su refundación, se puede considerar su verdadero rival histórico, pues ambos protagonizaron numerosas disputas en Regional Preferente (antiguamente, con carácter autonómico y no provincial, como en la actualidad), en Tercera División, en Segunda División B e incluso en la Copa del Rey; con todos ellos debía batirse en dichas competiciones. Pero desde el comienzo de la década de 2000, es la Unión Deportiva Almería con quien mayor rivalidad ha mantenido el Poli, acrecentada en los cinco años en los que ambos coincidieron en la Segunda División, de 2002 a 2007.
Durante la temporada 2011/2012, el club se encontraba acogido a la Ley concursal debido a la paupérrima situación económica de la entidad del Poniente Almeriense. En un principio consiguió evitar el descenso administrativo a Tercera gracias al proceso concursal, pero acabó retirándose de la competición y descendió a la Tercera, después de haber pasado a llamarse CD El Ejido 2012 y en 2022 se cambia la denominación a C.D. Polideportivo El Ejido 1969 S.A.D.

## Historia

### Inicios del club
En 1969 nace el Polideportivo Ejido bajo la presidencia de Salvador Callejón Giménez. Comienza a jugar en divisiones provinciales como la 2.ª Regional, la 1.ª Regional y más tarde, la Regional Preferente. En 1986 asciende por primera vez a Tercera División debido a una reestructuración de la categoría. En su debut logra la 5.ª posición y tras cinco años en Tercera, en la temporada 1991-92 se produce el primer ascenso a Segunda División B de España. En esa primera temporada en Segunda B logra un quinto puesto con 45 puntos. La siguiente temporada se salva en la última jornada al lograr el decimocuarto puesto con 33 puntos.
El 1 de enero de 1993, con la visita del Sevilla "B", se inaugura la hierba para el terreno de juego de Santo Domingo, cedido completamente al Ayuntamiento de El Ejido. La siguiente temporada desciende a Tercera en la última jornada y en Maspalomas al ocupar el puesto 17 con 31 puntos aquella temporada 1993-1994. El Poli Ejido pasó dos temporadas en Tercera, hasta que ascendió a Segunda B, pero únicamente compitió en ella la campaña 1996-1997 porque volvió a descender.

### Ascenso y las siete temporadas en Segunda (2000-2008)
Tras otros tres años en Tercera, asciende de nuevo a Segunda División B en la temporada 1999-2000 y un año más tarde logra el primer ascenso a Segunda División en la historia del club, tras acabar segundo en la liga regular y disputar la liguilla ante CD Calahorra, Atlético de Madrid "B" y RCD Espanyol "B" al final de la campaña 2000-2001. La primera temporada en Segunda División logra una 'milagrosa' permanencia en la última jornada, con una agónica victoria ante el Racing de Santander y en un Santo Domingo completamente lleno y con gradas supletorias, con un histórico gol de Ángel González Becerra "Ángel Becerra". Una vez finalizada la temporada 2001-2002, el club inicia el proceso de conversión en Sociedad Anónima Deportiva, algo fundamental para competir en la LaLiga.
En su segunda temporada en Segunda, el equipo estrena el nuevo Estadio de Santo Domingo, comienza su primera campaña como Sociedad Anónima Deportiva y celebra su primera junta general de accionistas, que aprueba el proceso de transformación y el primer consejo de administración. En 2005 Pepe Mel comienza su periodo de dos temporadas al frente del club: logra colocar al Poli Ejido por primera vez en la primera posición de la tabla en Segunda división, durante la primera vuelta, y lo mantiene durante varias jornadas en puestos de ascenso.
En 2006 regresa al banquillo del Poli Antonio Tapia, en una campaña que también se abre con grandes expectativas. El Poli vuelve a acariciar puestos de ascenso y realiza una sensacional primera vuelta. Sin embargo, en la segunda el equipo sufre una fase de dos meses sin ganar y ello le lleva a tener que luchar por evitar sustos de última hora en relación con los puestos de descenso. Finalmente, el Poli se salva sin agobios y firma la mejor puntuación y su mejor clasificación de la historia en Segunda división.
La siguiente temporada, 2007-2008, Luis César Sampedro comenzó siendo el entrenador del equipo pero el 22 de enero de 2008 fue destituido tras los malos resultados cosechados. Su puesto lo ocupó Fernando Castro Santos, que ya había dirigido al equipo anteriormente, quien no pudo evitar el descenso, después de siete años en la categoría de plata, al terminar como colista.

### La gran hazaña en la Copa del Rey (2008)

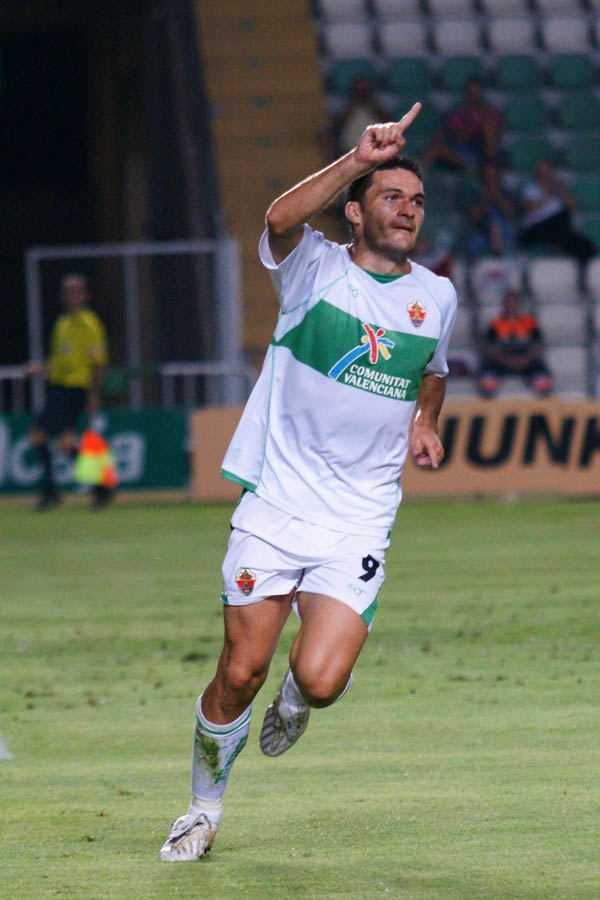
Jorge Molina, jugador del club entre 2007 y 2009.

El 29 de octubre de 2008 golea al Villarreal C. F. por 5 - 0 en la ida de los dieciseisavos de final de la Copa del Rey. Posteriormente consigue en el estadio del Madrigal el pase a octavos de final tras empatar a 1.
Antes eliminó al CD San Fernando por 0-3 en la primera eliminatoria, a la UB Conquense por 2-0 en la segunda eliminatoria y a la UD Melilla por 2-3 en la tercera eliminatoria. El Poli Ejido fue eliminado en octavos de final por el RCD Español de Primera División, al que venció en partido de ida por 3-2, mientras que en el partido de vuelta cayó derrotado por un polémico 1-0; en el que se protestaron por parte de los ejidenses dos evidentes manos dentro del área que podrían haber sido dos penaltis a favor del Poli, al no señalar nada el colegiado, el doble valor de los goles marcados fuera de casa y que fue favorable al equipo españolista, desempató la eliminatoria que acabó 3-3.

### De nuevo en Segunda B (2008-2012)
El 31 de julio de 2010 el Poli Ejido debía pagar la deuda de sobre unos 300.000 euros para evitar el descenso a Tercera División de España pero en los últimos minutos el dinero llegó a la AFE para que pudiera competir en la Segunda División B de España.
En la temporada 2009-10 el Poli se clasificó para la fase de ascenso a la Segunda División de España tras quedar 3.º en el Grupo IV de la Segunda División B de España. Cayó derrotado en la primera eliminatoria frente al F. C. Barcelona "B" por el valor de los goles fuera de casa (3-3 y 1-1), y el sueño se esfumó.
En la siguiente temporada, la 2010-11, el Poli consigue la permanencia en la penúltima jornada al ganar 2-1 al San Roque de Lepe. Sin embargo, su situación económica casi le hace descender a Tercera División, descenso que no se produjo gracias a un recurso presentado ante la Federación.
En la temporada 2011-12 el club se encuentra en la peor situación económica y deportiva posible ya que encadena una serie de deudas que le hace a la entidad ponerse a subasta el 27 de diciembre de 2011, además de clasificarse en la última posición del Grupo IV de Segunda División B con sólo 7 puntos, dos partidos ganados y cuatro empatados de 18 jugados (con tres puntos por sanción).
El 9 de enero de 2012, el Polideportivo Ejido da la carta de libertad a toda la plantilla al no hacerse efectiva la llegada de unos compradores al club, que quedó al borde de la disolución. Tres días después, el equipo encontró compradores y se refundó con el nombre «Poli Ejido 2012 SD», aunque el partido de la 20.ª jornada que le debería haber enfrentado al Villanovense no se llegó a disputar por falta de jugadores de la primera plantilla. Solo una semana después los responsables de la entidad anunciaron que el equipo abandonaba la competición y descendía así de manera automática a la Tercera División. A pesar de este anuncio, unos días más tarde el club acata la disputa del partido de la 21.ª jornada contra el Lorca Deportiva Club de Fútbol y presenta a 11 jugadores, siete de los cuales eran supuestos profesionales de la primera plantilla identificados como tales con fichas federativas, y los otros cuatro jugadores eran juveniles. El árbitro consintió la disputa del partido y perdieron 0 - 14, si bien la Federación Española de Fútbol anuló pocos días después ese resultado y excluyó al equipo definitivamente de la competición.

## Uniforme
- Uniforme titular: Camiseta celeste, pantalón blanco, medias celestes.[9]
- Uniforme alternativo: Camiseta verde pistacho y pantalón negro, medias negras con base y listas verde pistacho.[9]

## Estadio
- Municipal de Santo Domingo
- Fecha de inauguración: 2002
- Capacidad: 7.870 espectadores
- Terreno de Juego: 105 × 68 m
- Capacidad: 7870 espectadores
- Características: Vestuarios, sala antidopaje, sala médica, sala de prensa, sala de trofeos, iluminación, megafonía, bar, aseos
- Distribución:  Tribuna cubierta, preferencia y fondo joven.
- Efemérides: El sábado 30 de junio de 2007, el mítico grupo británico The Rolling Stones actuó en el Estadio de Santo Domingo, en un concierto que se enmarcó dentro de su gira mundial A Bigger Bang Tour. Precisamente las características de estas instalaciones fueron decisivas a la hora de ganar la 'batalla' a otras ciudades como Zaragoza o Jerez de la Frontera. Además, fue uno de los pocos espectáculos en los que se pudo montar íntegro el escenario, de enormes proporciones, que reproduce 'The Globe', corrala en la que Shakespeare estrenaba sus obras teatrales. A dicho concierto, acudieron más de 50.000 personas, las cuales llegaron de diversos puntos no solo de Andalucía o España, sino también del resto del mundo.

## Datos del club
- Temporadas en Primera División: 0
- Temporadas en Segunda División: 7
- Temporadas en Segunda División B: 9 (con la temporada 2011-12)
- Temporadas en Tercera División: 9
- Mejor puesto histórico en Segunda División: 11.º (Temporada 2006-2007)

## Temporada a temporada
| Temporada   | Categoría | Posición | Copa del Rey |
| ----------- | --------- | -------- | ------------ |
| Desde 69-70 | Regional  | —        |              |
| hasta 86-87 | Regional  | —        |              |
| 1987-88     | 3.ª       | 3.º      |              |
| 1988-89     | 3.ª       | 7.º      |              |
| 1989-90     | 3.ª       | 3.º      |              |
| 1990-91     | 3.ª       | 2.º      |              |
| 1991-92     | 2.ª B     | 5.º      |              |
| 1992-93     | 2.ª B     | 14.º     |              |
| 1993-94     | 2.ª B     | 17.º     |              |
| 1994-95     | 3.ª       | 3.º      |              |
| 1995-96     | 3.ª       | 1.º      |              |
| 1996-97     | 2.ª B     | 17.º     |              |
| 1997-98     | 3.ª       | 2.º      |              |
| 1998-99     | 3.ª       | 2.º      |              |
| 1999-00     | 3.ª       | 1.º      |              |
| 2000-01     | 2.ª B     | 2.º      |              |
| 2001-02     | 2.ª       | 18.º     |              |
| 2002-03     | 2.ª       | 13.º     |              |
| 2003-04     | 2.ª       | 18.º     |              |
| 2004-05     | 2.ª       | 13.º     |              |
| 2005-06     | 2.ª       | 15.º     |              |
| 2006-07     | 2.ª       | 11.º     |              |
| 2007-08     | 2.ª       | 22.º     |              |
| 2008-09     | 2.ª B     | 3.º      | 1/8          |
| 2009-10     | 2.ª B     | 4.º      |              |
| 2010-11     | 2.ª B     | 14.º     | 1/16         |
| 2011-12     | 2.ª B     | 20.º     |              |

## Entrenadores

### Cronología de los entrenadores de la última década
- 99-00 / 00-01 / 01-02:  Antonio Tapia
- 01-02:  Fernando Castro Santos
- 02-03:  Paco Herrera
- 03-04:  Quique Setién
- 03-04:  José María Salmerón
- 03-04:  Julián Rubio
- 04-05 / 05-06:  Pepe Mel
- 05-06:  José María Salmerón
- 06-07:  Antonio Tapia
- 07-08:  Luis César Sampedro
- 07-08:  Fernando Castro Santos
- 08-09:  Lucas Cazorla
- 09-10:  Josep Maria Nogués
- 09-10:  Óscar Cano Moreno
- 10-11:  Julio Velázquez
- 10-11:  Imanol Idiakez
- 11-12:  Raúl Procopio
- 11-12:  José Lirola
- 11-12:  Héctor Berenguel

## Palmarés

### Torneos nacionales
- Campeón de Tercera División (2): 1995-96 (Gr. IX) y 1999-00 (Gr. IX).
- Subcampeón de Tercera División (3): 1990-91 (Gr. IX), 1997-98 (Gr. IX) y 1998-99 (Gr. IX).
- Subcampeón de Segunda División B (1): 2000-01 (Gr. IV).

### Torneos amistosos
- Trofeo Ciudad de Linares (2): 2002, 2006
- Trofeo Memorial Juan Rojas (1): 2004
- Trofeo Agroponiente (1): 2007
- Trofeo Ciudad de Vélez-Málaga (1): 2009[10]

## Cantera
- El Club Polideportivo Ejido posee un equipo filial que hasta hace poco militaba en el Grupo IX de la Tercera División de España.
- El primer equipo de juveniles compite en el Grupo 13 de la Liga Nacional, tras descender de la División de Honor juvenil. En dicha competición logró quedar subcampeón hace unos años.
- El primer equipo de infantiles milita en la Regional Preferente de Almería; mientras que el resto de equipos canteranos compiten en categorías provinciales, como el juvenil de Regional Preferente, el cadete de Primera Provincial, el infantil de Primera Provincial, el alevín de 1.ª Provincial, el alevín de 2.ª Provincial, el benjamín de 1.ª Provincial y el benjamín de 2.ª Provincial.

El Poli Ejido posee una gran cantera debido a lo bien cuidadas que han estado las bases durante los años del equipo en Segunda División, aunque actualmente se encuentra en decadencia por la situación económica del club.

## Afición
- Actualmente son ocho peñas las que se identifican con el Polideportivo Ejido: Brigadas Celestes, Peña Pillatigres, Peña 'José Sevilla' de Berja, Kolectivo Celeste, Peña U.C.A., Ilusión Celeste, Frente Poniente; en los primeros años en Segunda División hubo algunas peñas más.
- La mascota oficial es Tigretón, un simpático tigre de color celeste y que al principio sólo era la mascota de la Peña Pillatigres. Anteriormente, había otra mascota que se llamaba Super Poli, un atípico pero gracioso superhéroe vestido de azul y blanco que usaba máscara y capa.